# Pleuromenus
Pleuromenus is een kevergeslacht uit de familie van de boktorren (Cerambycidae). De wetenschappelijke naam van het geslacht werd voor het eerst geldig gepubliceerd in 1872 door Bates.

## Soorten
Pleuromenus is monotypisch en omvat slechts de volgende soort:
- Pleuromenus baccifer Bates, 1872